# Mimosybra uniformis
Mimosybra uniformis är en skalbaggsart som beskrevs av Stefan von Breuning 1940. Mimosybra uniformis ingår i släktet Mimosybra och familjen långhorningar. Inga underarter finns listade i Catalogue of Life.